# Hạt (vật lý)

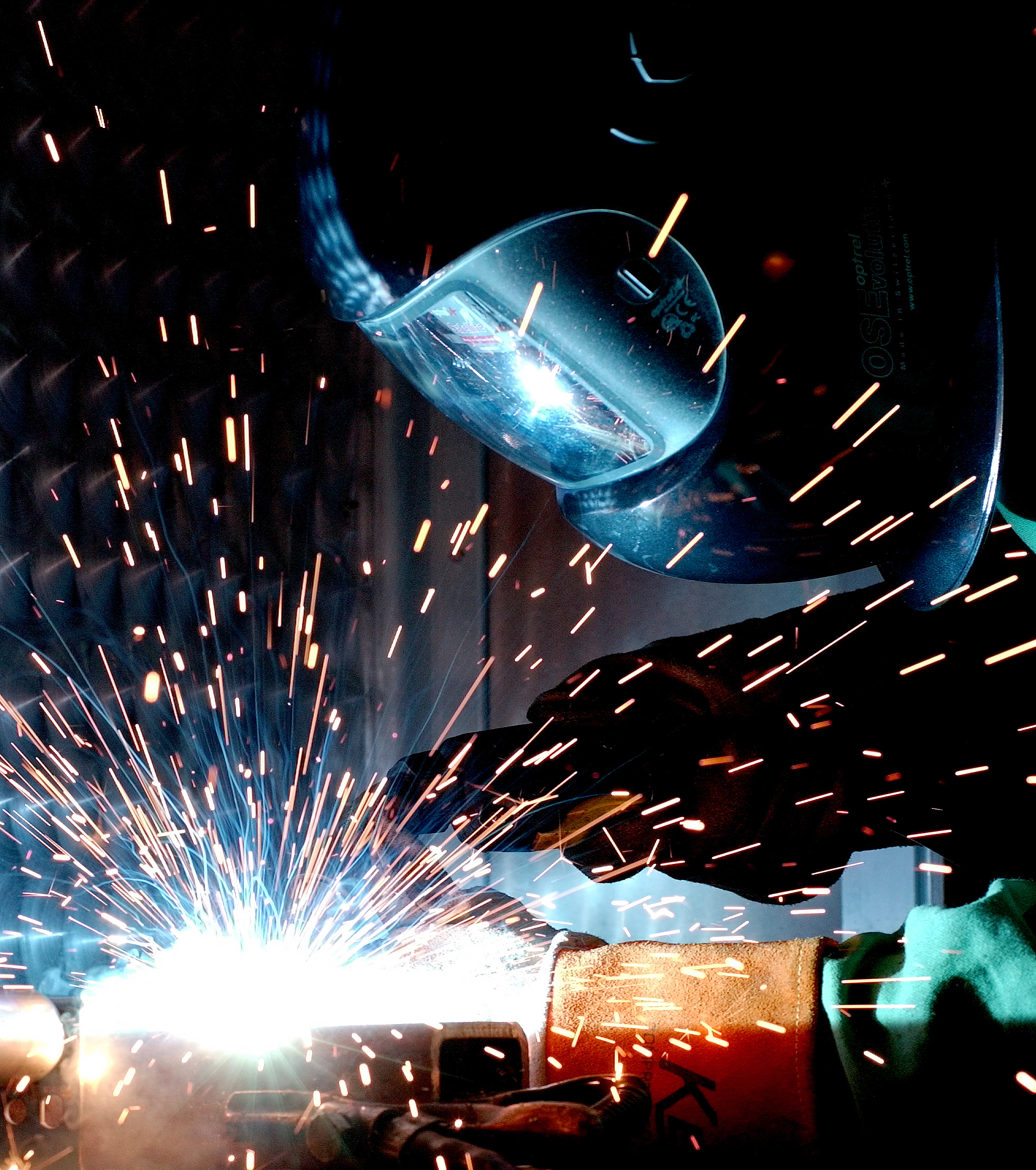
Thợ hàn hồ quang cần bảo vệ bản thân khỏi tia lửa hàn, đó là các hạt kim loại được nung nóng bay ra khỏi bề mặt hàn.

Trong khoa học vật lý, một hạt  là một đối tượng hoặc tổ chức nhỏ cục bộ mà có thể được gán nhiều thuộc tính vật lý hoặc tính chất hóa học như thể tích, mật độ hoặc khối lượng. Chúng khác nhau rất nhiều về kích thước hoặc số lượng, từ các hạt hạ nguyên tử như electron, đến các hạt siêu nhỏ như nguyên tử và phân tử, đến các hạt vĩ mô như bột và các vật liệu dạng hạt khác. Các hạt cũng có thể được sử dụng để tạo ra các mô hình khoa học về các vật thể thậm chí lớn hơn tùy thuộc vào mật độ của chúng, chẳng hạn như con người di chuyển trong đám đông hoặc các thiên thể đang chuyển động.
Thuật ngữ 'hạt' có ý nghĩa khá chung chung và được tinh chỉnh khi cần thiết bởi các lĩnh vực khoa học khác nhau. Bất cứ điều gì bao gồm các hạt có thể được gọi là hạt. Tuy nhiên, danh từ ' hạt ' thường được sử dụng nhất để chỉ các chất ô nhiễm trong bầu khí quyển của Trái Đất, đó là sự treo lơ lửng của các hạt không liên kết, thay vì tập hợp các hạt được kết nối với nhau.